# Chaetogonopteron flavimarginatum
Chaetogonopteron flavimarginatum är en tvåvingeart som beskrevs av Yang 2002. Chaetogonopteron flavimarginatum ingår i släktet Chaetogonopteron och familjen styltflugor. Inga underarter finns listade i Catalogue of Life.